# 10267 Giuppone
10267 Giuppone eller 1978 VD7 är en asteroid i huvudbältet som upptäcktes den 7 november 1978 av de båda amerikanska astronomerna Eleanor F. Helin och Schelte J. Bus vid Palomarobservatoriet. Den är uppkallad efter den argentinske astronomen Cristian Giuppone.
Den tillhör asteroidgruppen Koronis.